# Condado de Jefferson (Indiana)
El condado de Jefferson (en inglés: Jefferson County), fundado en 1811, es uno de 92 condados del estado estadounidense de Indiana. En el año 2000, el condado tenía una población de 31 705 habitantes y una densidad poblacional de 34 personas por km². La sede del condado es Portland. El condado recibe su nombre en honor a Thomas Jefferson. 

## Geografía
Según la Oficina del Censo, el condado tiene un área total de 940 km², de la cual 936 km² es tierra y 4 km² (0.44%) es agua.

### Condados adyacentes
- Condado de Ripley (norte)
- Condado de Switzerland (este)
- Condado de Carroll, Kentucky (sureste)
- Condado de Trimble, Kentucky (sur)
- Condado de Clark (suroeste)
- Condado de Scott (oeste)
- Condado de Jennings (noroeste)

## Demografía
Según la Oficina del Censo en 2007, los ingresos medios por hogar en el condado eran de $38 189 y los ingresos medios por familia eran $45 712. Los hombres tenían unos ingresos medios de $31 618 frente a los $22 033 para las mujeres. La renta per cápita para el condado era de $17 412. Alrededor del 9.60% de la población estaban por debajo del umbral de pobreza.

## Transporte

### Principales autopistas
- U.S. Route 421
- Ruta Estatal de Indiana 3
- Ruta Estatal de Indiana 7
- Ruta Estatal de Indiana 56
- Ruta Estatal de Indiana 62
- Ruta Estatal de Indiana 250
- Ruta Estatal de Indiana 256
- Ruta Estatal de Indiana 356

## Municipalidades

### Ciudades y pueblos
- Brooksburg
- Dupont
- Hanover
- Madison

### Áreas no incorporadas
- Canaan
- Kent
- Deputy

### Municipios
El condado de Jefferson está dividido en 13 municipios:
- Graham
- Hanover
- Lancaster
- Madison
- Milton
- Monroe
- Republican
- Saluda
- Shelby
- Smyrna